# Christoph Abraham Walther
Christoph Abraham Walther (* um 1625 in Dresden; † 22. August 1680 (Begräbnistag) ebenda) war ein deutscher Bildhauer des Barocks.

## Leben
Er entstammt der Künstlerfamilie Walther und war das letzte Kind des Bildhauers Sebastian Walther. Von seinen 13 Schwestern waren Viktoria und Marie Sophia mit den Bildhauern Zacharias Hegewald (1596–1639) bzw. Johann Georg Kretzschmar (1612–1653) verheiratet. In Dresden aufgewachsen, erlernte er das Bildhauerhandwerk in der Familienbildhauerwerkstatt in der Terrassenstraße 12 und arbeitete seit seiner frühen Jugend an den Werken der Familie mit.
Seine erste große selbstständige Arbeit war die Vollendung des Reliefs Mannesstand auf der Empore der (alten) Frauenkirche nach dem Tod seines Vaters im Jahr 1645. Im Jahr 1648 begab er sich auf Wanderschaft und arbeitete in Ulm beim Elfenbein- und Holzschnitzer David Heschler (um 1610 bis 1667). Dort begegnete er dem ebenfalls aus Dresden stammenden Bildhauer Melichor Barthel (1625 bis 1672). In Ulm heiratete er die Tochter des Bildhauers Heinrich Wilhelm und übernahm nach dessen Ableben die Werkstatt. Um 1653 wieder in Dresden, waren seine nächsten Werke der figürliche Schmuck des Justitia-Brunnens am Altmarkt.
Im Jahr 1655 begab er sich erneut auf Wanderschaft und arbeitete in Regensburg. In der Heimat seiner Frau kaufte er einen Steinbruch und nutzte ihn für seine Arbeiten. Dort fertigte er in seiner Werkstatt unter anderem für die Benediktiner-Stiftskirche in Lambach die Nischenstatuen für den Innenraum an. Wenig später erhielt er vom sächsischen Kurfürst Johann Georg II. den Auftrag, für 100 Gulden ein Kruzifix für die Dresdner Elbbrücke (nachmalige Augustusbrücke) zu fertigen. Im März war das Werk fertig und er brachte es am 6. Juli 1658 selbst nach Dresden. Dort wurde es aufgestellt, nachdem zuvor eine Form für einen Abguss angefertigt worden war. Im Jahr 1670 wurde es von Andreas Herold gegossen und im September errichtet. Im Jahr 1845, am 31. März, bei einem starken Hochwasser, stürzte der Pfeiler mit dem Kruzifix ein und seitdem ist es verschollen.
In den Jahren 1659 bis 1660 schuf er für seine verstorbene Mutter (1657) und seine beiden ältesten Töchter die Grabmale im Waltherschen Familienschwibbogen auf dem Frauenkirchhof. Im Jahr 1660 arbeitete er für den Markgrafen Albrecht V. von Brandenburg(-Ansbach). Es folgten im Jahr 1664 komplizierte Regelungen von Erbschaftsangelegenheiten in Regensburg mit Hilfe von Freibriefen des sächsischen Landesherrn an den bayrischen Kurfürsten und des Regensburger Magistrats. Zugleich verkaufte er seinen Steinbruch mit Werkstatt. Ab 1665 war er wieder in Dresden. Er erhielt auf der Ratssitzung am 23. Februar 1666 die Bürgerrechte der Stadt Dresden. Er arbeitete für den sächsischen Hof und für den Markgrafen Albrecht V. von Brandenburg. Er schuf Skulpturen, Reliefs, Figuren, Epitaphe, Grabmale und Altäre aus Sandstein, Granit, Marmor und Alabaster in und um Sachsen. Mit 65 Jahren starb er in Dresden und wurde auf dem Frauenkirchhof im Familiengrab beigesetzt. 

## Werke (Auswahl)

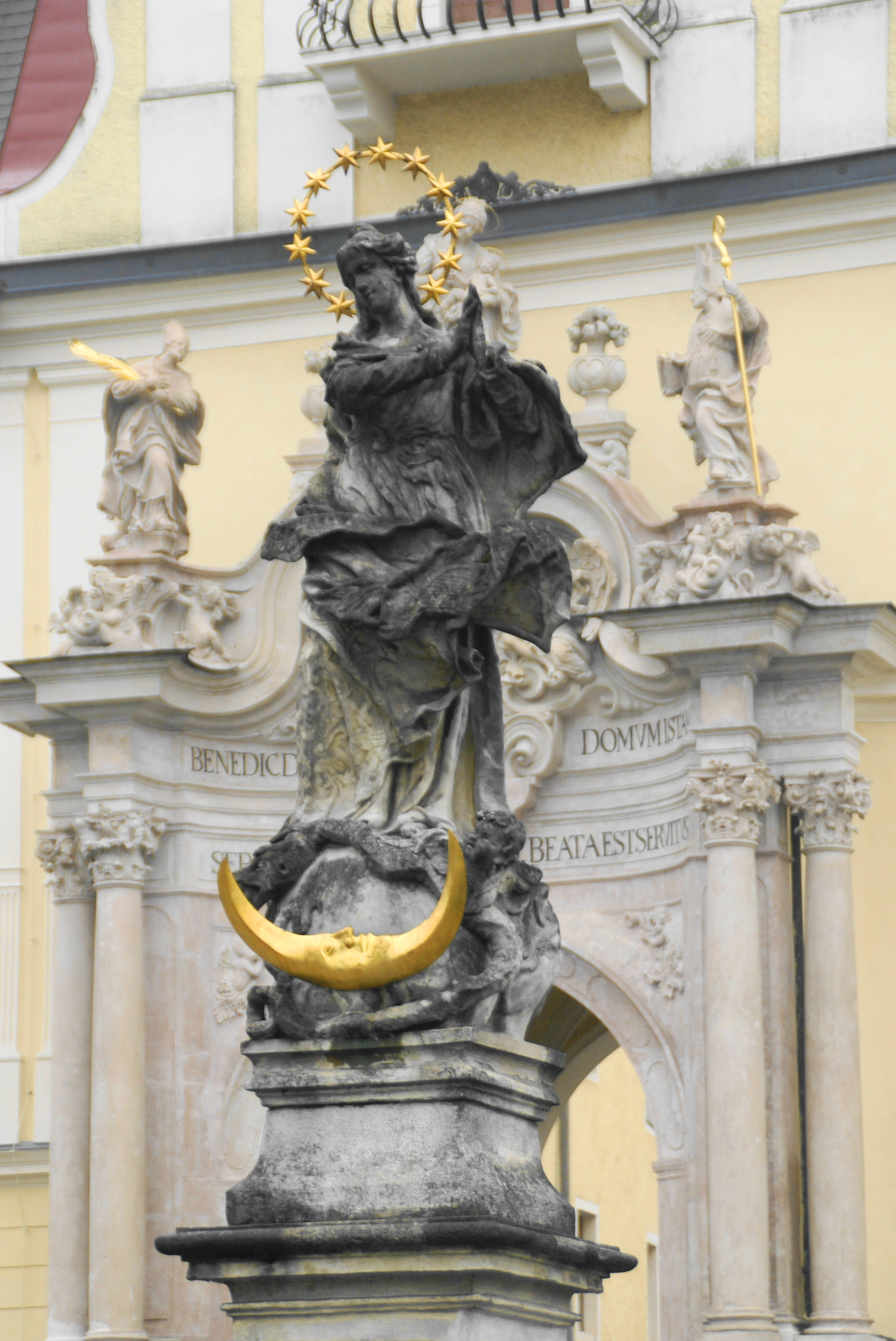
Figur Mutter Gottes, Benediktiner-Stiftskirche in Lambach

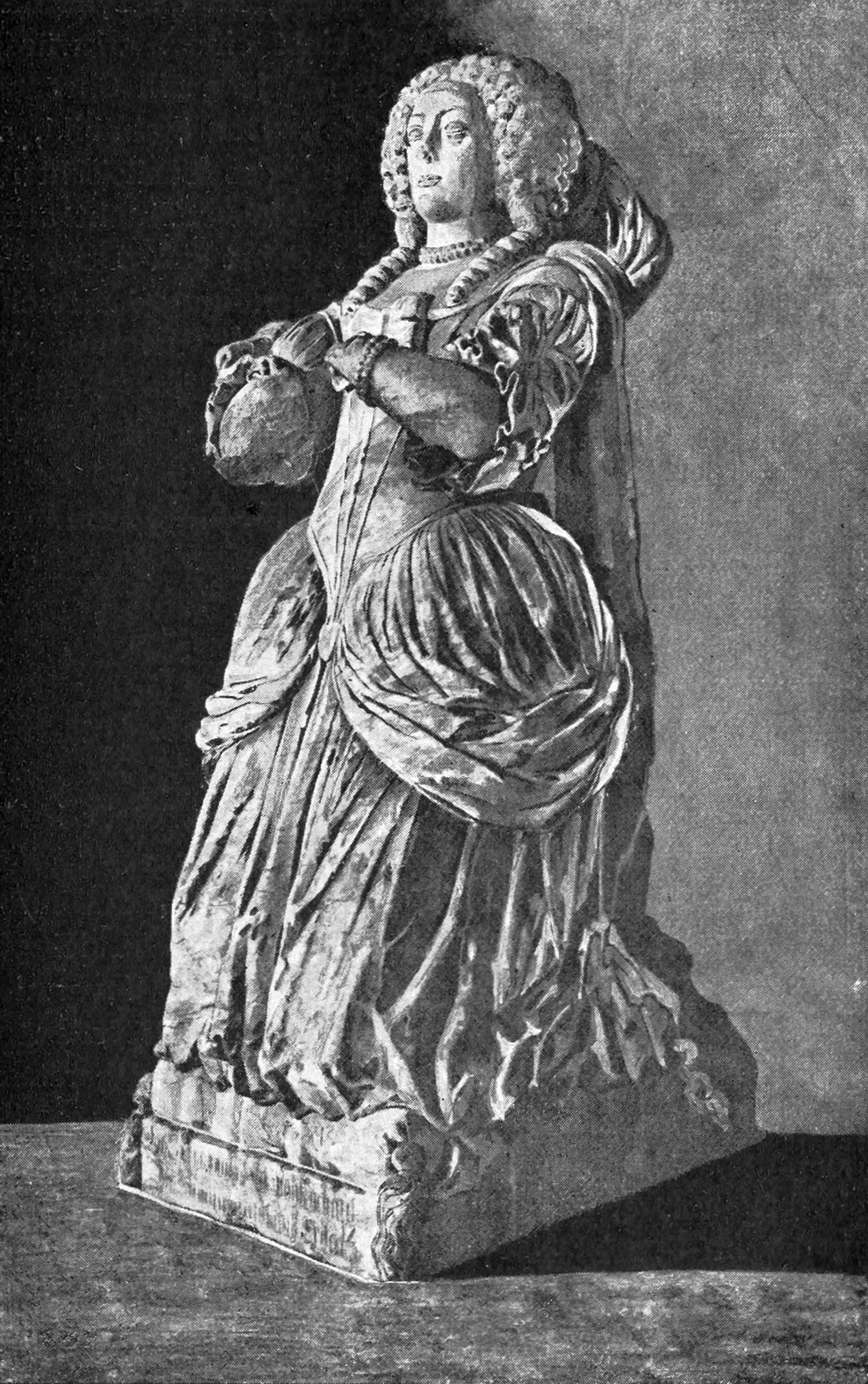
Denkmal der Dorothea Stubing von Christoph Abraham Walther

- 1649 bis 1650: Figur Eirene für den Türkenbrunnen, Dresden
- 1645: Vollendung des Reliefs Mannesstand, alte Frauenkirche, Dresden
- 1653: die Figuren und Säulenschmuck des Justitia-Brunnens in Dresden, Altmarkt
- 1655 bis 1656: Nischenfiguren für die Benediktiner-Stiftskirche in Lambach: Heiliger Andreas, Christus, Mutter Gottes, Heiliger Joseph, Johannes der Täufer und die Zwölf Apostel
- 1656: Altar in der Schönfelder Kirche (Schönfeld bei Dresden).[3]
- 1658: Kruzifix auf der Augustusbrücke (1845 durch Flut verloren), Dresden
- 1669: fünf Statuen über dem Eingangsportal für die Kreuzkirche Dresden
- 1671 bis 1676: zwei Figuren neben der Glockenstube, plastischer Außenschmuck, unter anderen die beiden Teufelsgestalten, am Turm der Kreuzkirche Dresden
- 1676: sechs Reliefs, Bilder in Engelsgestalt, für die Dresdner Kreuzkirche
- 1677: Alabasterfigur für die verstorbene Dorothea Stubing, Gattin eines in Dresden ansässigen Londoner Kaufmanns, Dreikönigskirche Dresden-Neustadt, später Palais im Großen Garten. Dieser Leinwandhändler Johann Stubing ließ im Jahr 1669 das englische Kaufhaus am Altmarkt Nr. 10 errichteten.
- 1677: drei Engel für den Orgelprospekt der Dresdner Kreuzkirche